# Coerência e coesão
Coerência e coesão textuais são dois conceitos importantes para uma melhor compreensão textual e para a melhor escrita de trabalhos de redação de qualquer área.
A coesão trata basicamente das articulações gramaticais existentes entre as palavras, as orações e frases para garantir uma boa sequenciação de eventos. A coerência, por sua vez, aborda a relação lógica entre ideias, situações ou acontecimentos, apoiando-se, por vezes, em mecanismos formais, de natureza gramatical ou lexical, e no conhecimento compartilhado entre os usuários da língua portuguesa.

## Definição específica
- Coesão

É a conexão que liga elementos no texto (palavras, orações, períodos, parágrafos), criando uma harmonia entre eles.
Exemplo:
Gustavo estuda. Gustavo trabalha. (esse exemplo não é coeso, pois não estabelece uma conexão) Gustavo estuda e trabalha. (Corrigindo o exemplo, agora ele está coeso pois adicionamos o "e").
- Coerência

Coerência é a propriedade do texto que permite que se construa sentido a partir dele, estabelecendo relação entre suas partes e entre o próprio texto e a situação de sua ocorrência.  Exemplo:
Fanático por futebol, o pai de Rodrigo obriga o filho a jogar. Mas aquele garoto não gosta de futebol e, portanto, fica chamando seus amigos para jogar. Assim, ele pode ficar a um canto enquanto os amigos jogam, e a algazarra que fazem dá ao pai a falsa impressão de que o filho está se divertindo (coerência restabelecida por acréscimo de informações ou contexto, ficando assim coerente para os leitores/ouvintes).